# Medio San Juan
Medio Sanjuán é um município da Colômbia, localizado no departamento de Chocó.